# Mundsburg (Hamburgs tunnelbana)
Mundsburg tillhör Hamburgs tunnelbana  och ligger på Hamburgs äldsta tunnelbanelinje, ringlinjen U3. Stationen ligger utomhus på en viadukt och har kvar sin gamla utformning från 1912 då den invigdes.

## Bilder

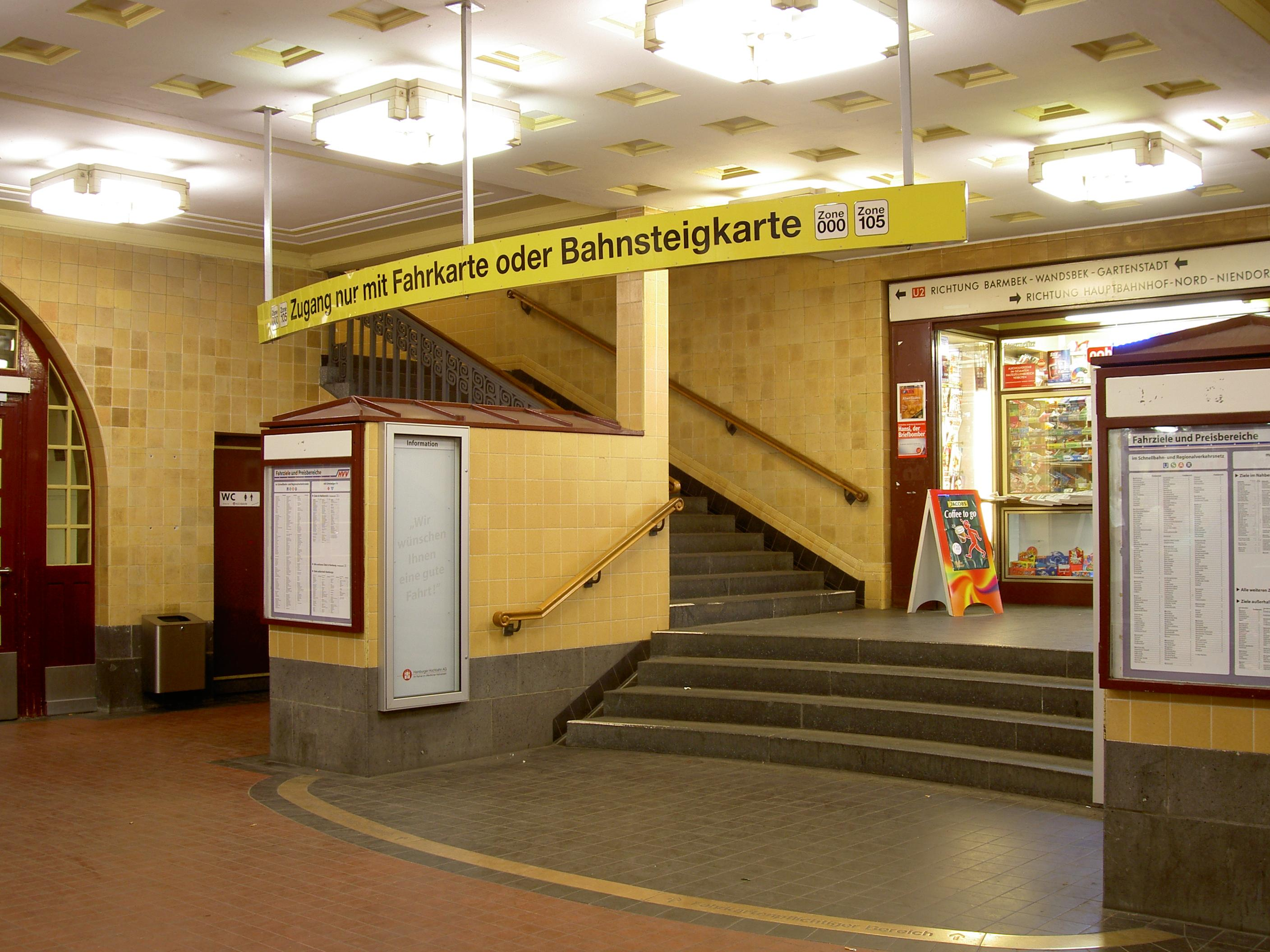
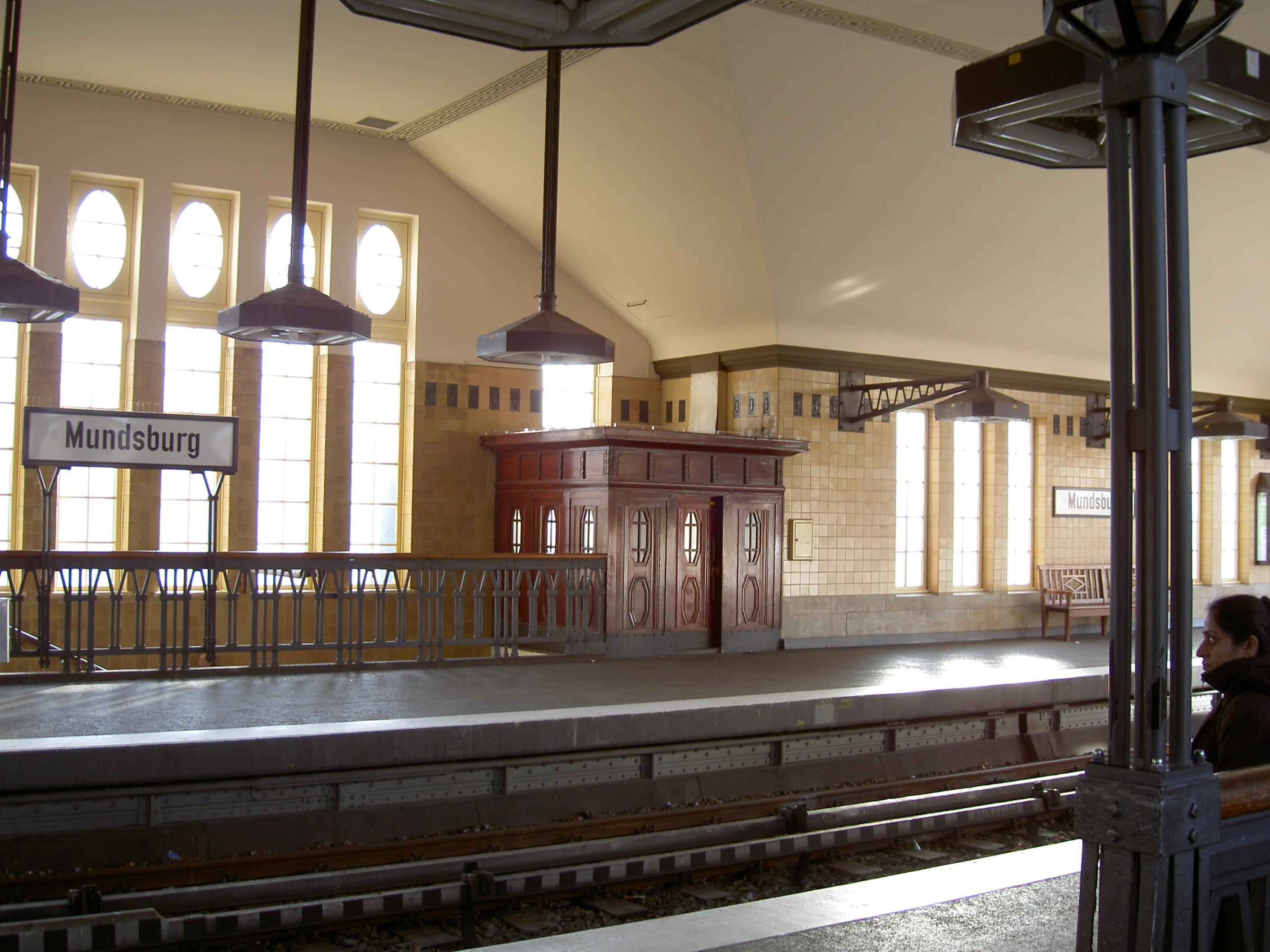
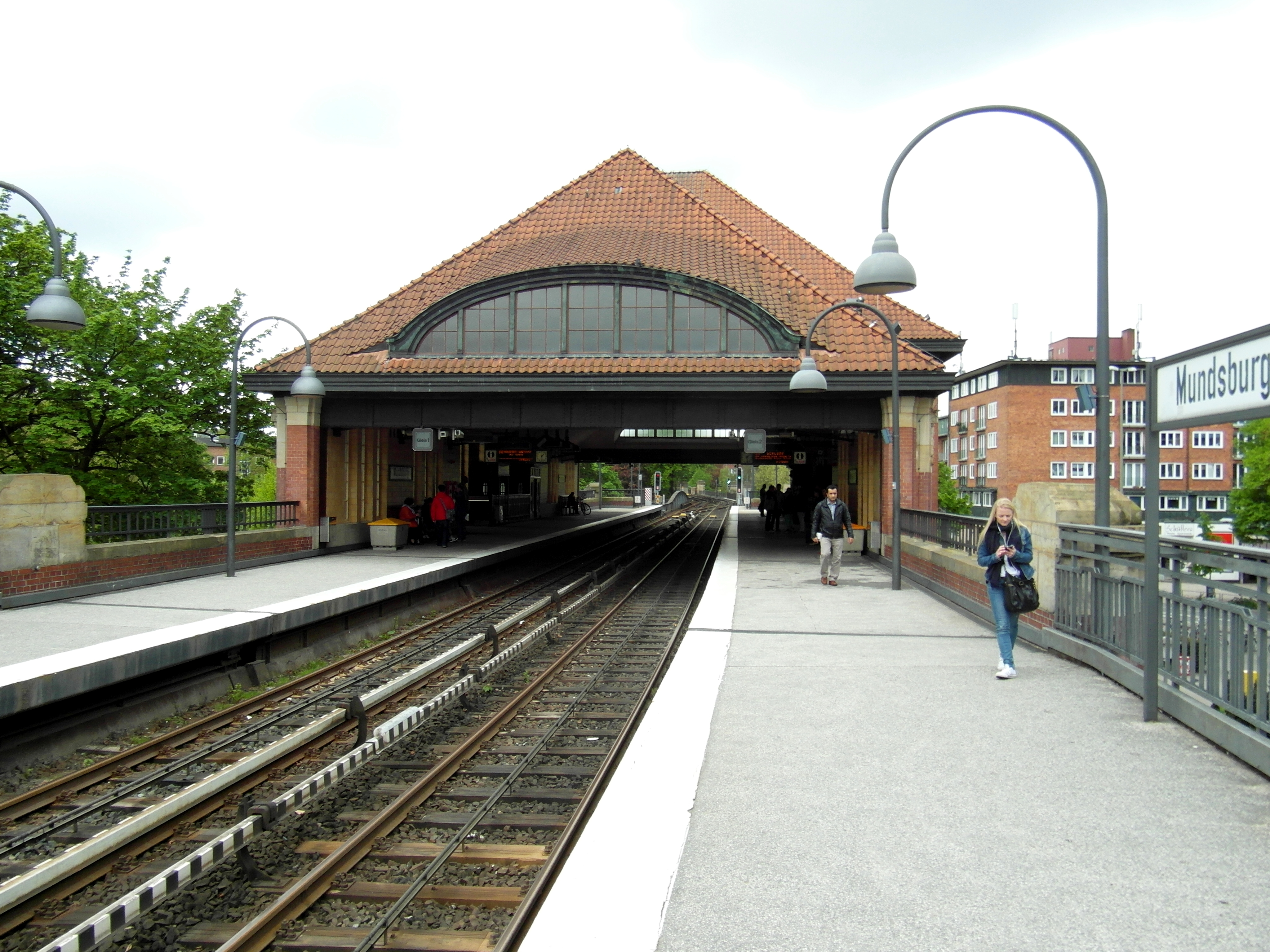
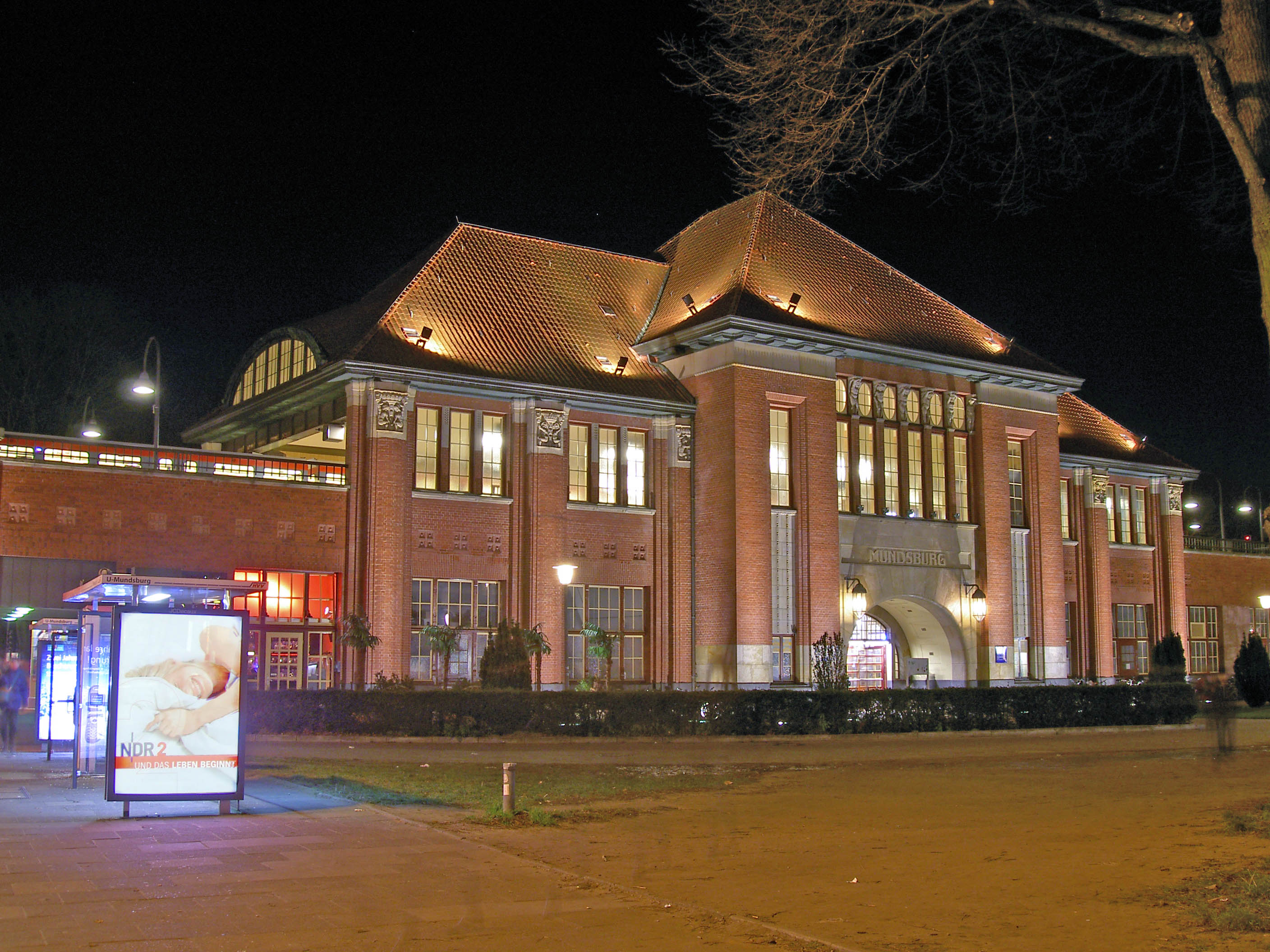